# Cherudek
Cherudek, pubblicato per la prima volta nel 1997, è un romanzo dello scrittore emiliano Valerio Evangelisti, della sua serie dell'inquisitore Eymerich.

## Trama
La storia come di consueto nei romanzi di questa serie, si articola su tre trame:
- L'indagine dell'inquisitore Nicolas Eymerich, ambientata in Francia durante la guerra dei Cent'anni (nel 1360), che cerca di appurare cosa si nasconda dietro l'esercito di morti viventi che sta seminando il terrore al confine del territorio controllato dai francesi e di quello conquistato dagli inglesi, e perché l'orda di zombie minacci la fragile tregua sancita a Brétigny tra Francia e Inghilterra.
- In un'epoca successiva, l'indagine di tre padri gesuiti, Corona, Celeste e Clemente, ambientata in una misteriosa città italiana perennemente avvolta da una fitta nebbia, popolata di strani personaggi, dove avvengono fatti inspiegabili, e dove sono presenti tre ragazze di razze diverse ma stranamente somiglianti, che custodiscono una misteriosa bambina (i capitoli di questa vicenda recano l'intestazione "Tempo Zero").
- Il monologo di un personaggio senza nome rinchiuso in una non ben determinata prigione di bronzo fuori dal tempo e dallo spazio, detta Cherudek, dove sta scontando una terribile condanna; nei pochi e brevi capitoletti dove parla il prigioniero, intitolati tutti Neghentropia, viene spiegata un'eccentrica teoria fisica che spiegherebbe la natura dell'inconscio collettivo e di alcuni fenomeni paranormali.

Le tre storie sono strettamente interconnesse, ma la connessione risulta chiara solo verso la fine del romanzo.

## Commento
A differenza di altri romanzi della serie di Eymerich, in questo Evangelisti ha optato per un'atmosfera surreale e allucinatoria, per cui tutta la prima parte del romanzo sembra più la descrizione di un incubo che la narrazione di fatti (per quanto soprannaturali). Il romanzo, per ammissione dello stesso Evangelisti, attinge all'esperienza letteraria dello scrittore statunitense Philip K. Dick, in special modo ai suoi due romanzi più psichedelici e deliranti, Le tre stimmate di Palmer Eldritch e Ubik. Ma Evangelisti ha saputo dare un tono del tutto suo alla classica trama dickiana di realtà illusorie e che cadono a pezzi: attingendo soprattutto alla patristica e a trattati teologici medievali (in alcuni casi esplicitamente citati nel testo), Evangelisti ha costruito un incubo del tutto personale.
Questa strutturazione onirica gli consente di scendere in profondità come mai prima nelle pulsioni che muovono la complessa personalità dell'inquisitore Eymerich, scissa tra una componente violenta, aggressiva e razionale, e una più umana e compassionevole, perennemente sottomessa alla prima. Il fascino di Eymerich, in questo come in altri romanzi della serie, sta proprio nel fatto che l'inquisitore catalano è in primis inquisitore di sé stesso, e sospettoso delle stesse pulsioni che lo trasformano in spietato custode dell'ordine voluto da Santa Romana Chiesa.
Inoltre nel romanzo ritorna il tema dell'opposizione maschile/femminile già presente nel primo episodio della serie, Nicolas Eymerich, inquisitore: in questo caso, una delle figure importanti per comprendere la vicenda è la dea pagana Ecate, la divinità greca che presiedeva alle strade durante la notte, la cui statua veniva posta in ogni incrocio, ed incuteva paura essendo la guida notturna dei morti. Ecate amava stare accanto al sangue versato; e i Greci usavano in un giorno di fine mese lasciare, di notte, agli incroci delle strade, un piatto con del cibo per la dea. Molte situazioni ricorrenti del romanzo si spiegano con le caratteristiche della dea (che viene incarnata nel romanzo dalle tre giovani donne, Bendis, Brimo e Nokya), prima tra tutte il legame col sangue versato (che nella vicenda abbonda). Inoltre, il fatto di essere una dea delle strade, e quindi dei viaggi, e della notte, si riconnette a tutta la questione della pianta della nebbiosa città senza nome, la cui pianta ha occulti significati religiosi.

## Curiosità
Nel romanzo si fa spesso riferimento al Principe Nero, ovvero Edoardo di Woodstock, impegnato in quel momento nella guerra dei cent'anni; tuttavia il soprannome di Principe Nero non apparve nei documenti fino ad almeno due secoli dopo la sua morte, quindi i personaggi del romanzo non avrebbero potuto conoscerlo.